# پارنیکا (بوسنی و هرزگوین)
پارنیکا (به لاتین: Parnica) یک منطقهٔ مسکونی در بوسنی و هرزگوین است که در ماگلای واقع شده‌است.